# Miniere di Pazzano

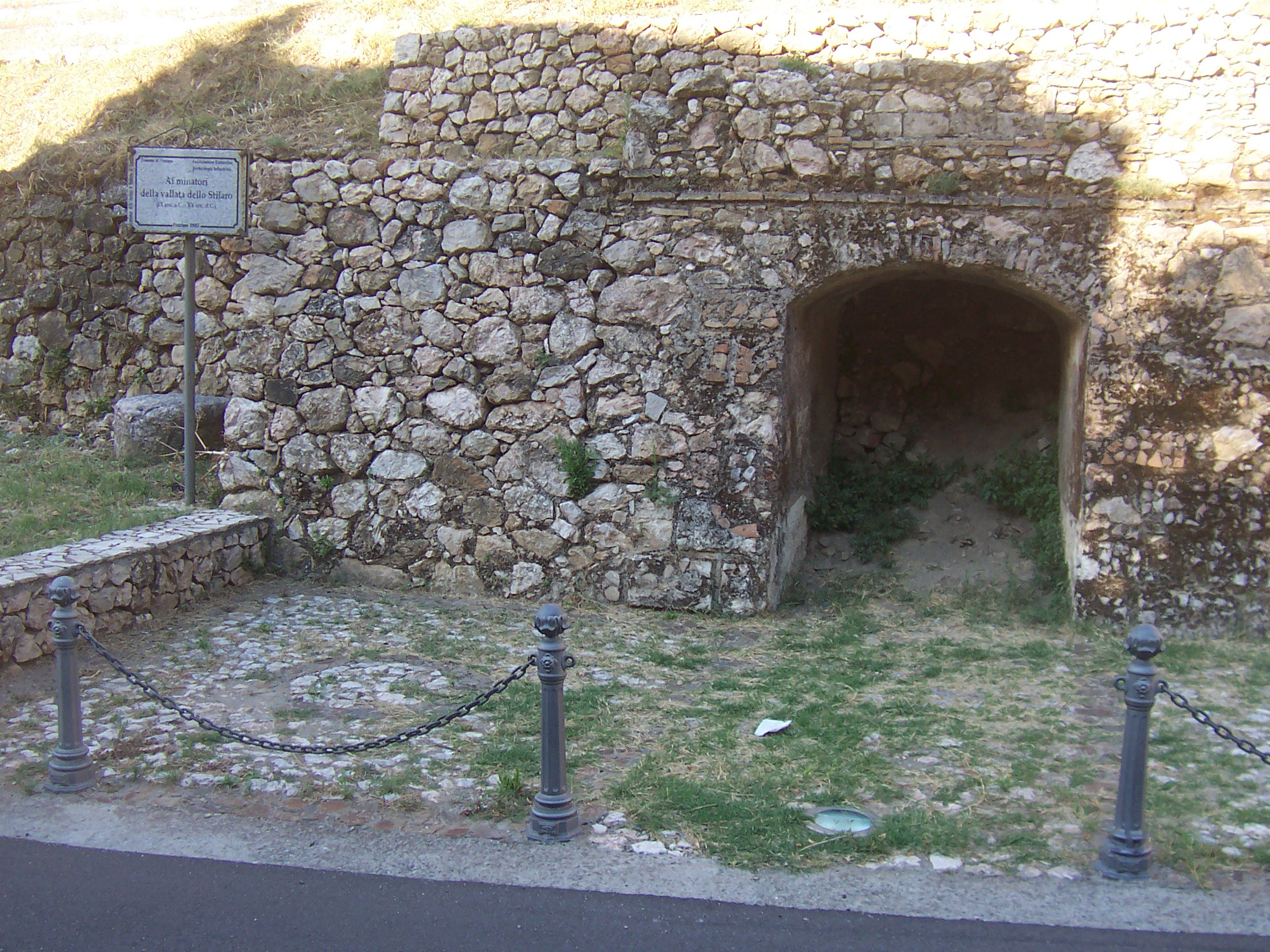
Bocca di miniera

Pianta delle montagne delle miniere di ferro di Pazzano. 1833. In alto: antica fonderia di Campoli; a destra: antiche ferriere e Ferdinandea; in basso: Stilo e Pazzano. Con tratteggio la viabilità. I numeri indicano le bocche delle gallerie delle miniere (Sezione militare dell'Archivio di Stato - Napoli

Mappa di monte Stella con indicazioni delle miniere: bocca di Principe, E bocca Carolina, F bocca della Regina, G bocca S.Nicola, H bocca Clementina, I bocca di Colla di Fondo

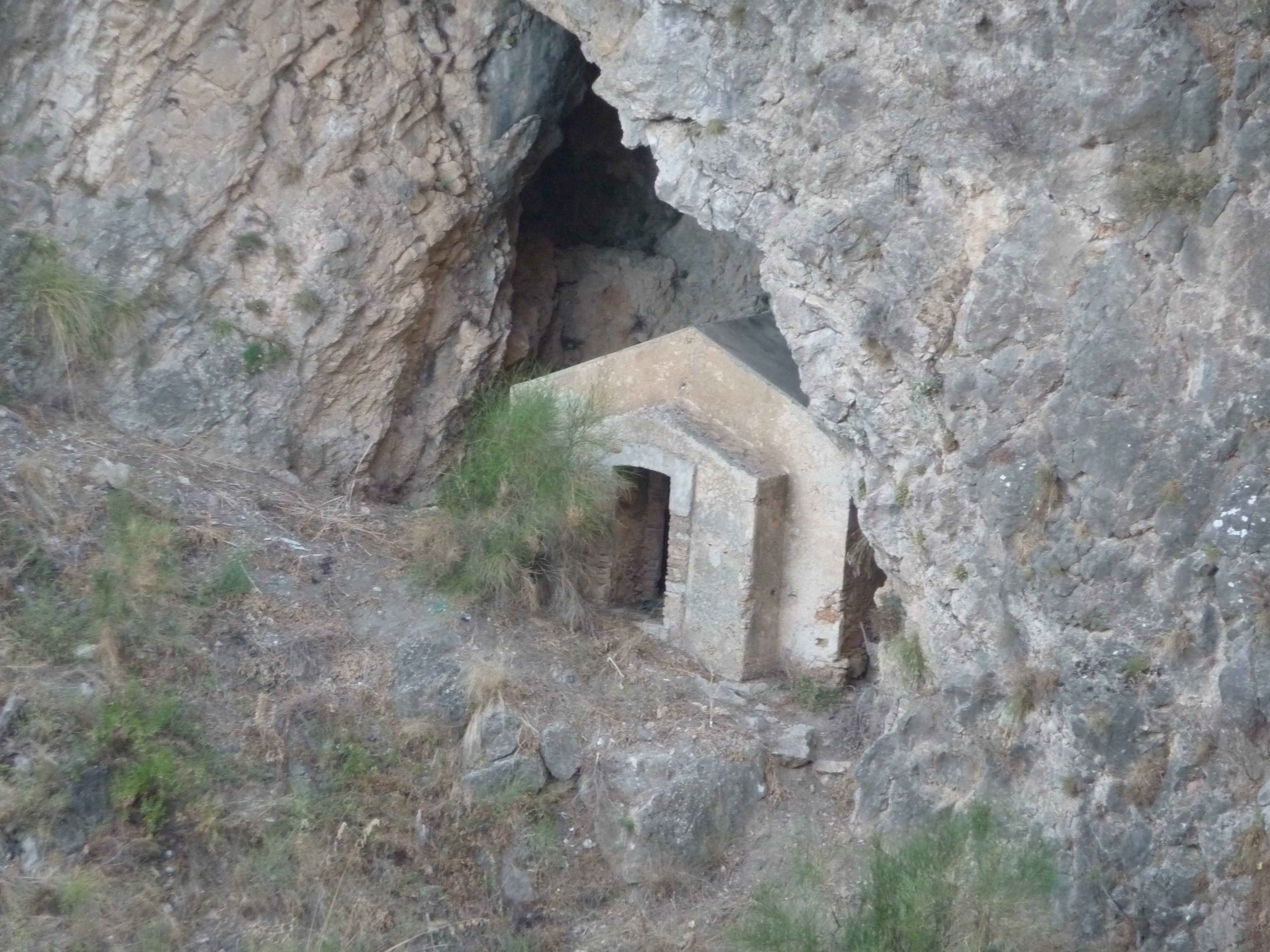
Deposito esplosivi, ex Cappella dei minatori

Le miniere di Pazzano sono tutte quelle miniere aperte che si trovano nel territorio del comune di Pazzano in Calabria utilizzate in passato soprattutto per l'estrazione di minerali ferrosi, tra i quali anche la pirite.
Attualmente le miniere sono tutte chiuse e le poche rimaste ancora visibili fanno parte dell'Ecomuseo delle ferriere e fonderie di Calabria.

## Storia

### Età antica
Fin dal tempo dei greci furono aperte miniere per l'estrazione dell'argento e altri minerali.
Si è a conoscenza che l'antica città greca di Kaulon, nella vallata dello Stilaro, avesse una zecca in virtù del possedimento di miniere nell'entroterra per produrre gli Stateri incusi in argento.
A testimonianza di ciò anche la località nominata "Argentera".
Anche i Romani sfruttarono le miniere nell'area di Pazzano e di tutta la vallata, come testimonia la presenza di una colonia penale per i damnata ad metalla e da dove potrebbe aver origine anche il nome di Pazzano.

### Basso Medioevo
In un documento del 1333, durante il regno di Roberto d'Angiò si fa cenno alle gallerie minerarie di Monte Stella e di una ferriera di proprietà della Certosa di Serra San Bruno ubicata nell'area di Pazzano.
Le miniere e le ferriere sono gestite da "Arrendatari" che le sfruttano per conto del Re e della Certosa, pagandoli in manufatti e denaro.
L'attività industriale sarebbe fiorita fino al 1450 quando il ferro viene importato direttamente dalla Toscana.

### Tra Cinquecento e Seicento
Nel 1520 la ferriera risulta inattiva e le miniere di Pazzano quasi abbandonate che fornivano il poco materiale alle ferriere di Campoli, Trentatarì, Castel Vetere (Oggi Caulonia), Spadola e Furno.
Nel 1523 L'imperatore Carlo V decide di regalare al suo scudiero Cesare Fieramosca le miniere e i forni fusori e tre anni dopo anche i boschi della zona.
Dal 1527 le concessioni ritornano al Regio Demanio
Dal '600 le miniere rientrate sotto il controllo delle Regie ferriere di Stilo, e dal 1650 il Regno di Napoli conferisce la carica di Regio Governatore del Casale di Pazzano ai partitari delle ferriere di Stilo che potevano quindi in autonomia gestire la giustizia penale e civile nell'area estrattiva e di selvicoltura che afferivano alle ferriere. Per la prima volta il casale di Pazzano veniva reso parzialmente dipendente dal regio comune di Stilo.
In un documento del 1674 viene rilevata la presenza di miniere attive a Pazzano in località "Colla di Bando", in quanto alcuni "grottari" che estrevano lì il minerale e che ricevevano ogni anno 300 ducati per la manutenzione delle miniere.

### Tra Settecento e Ottocento

Pano di ghisa. Probabilmente prodotto dopo il 1870. Con dicitura “monte stella”. (Proprietà Jorfida).

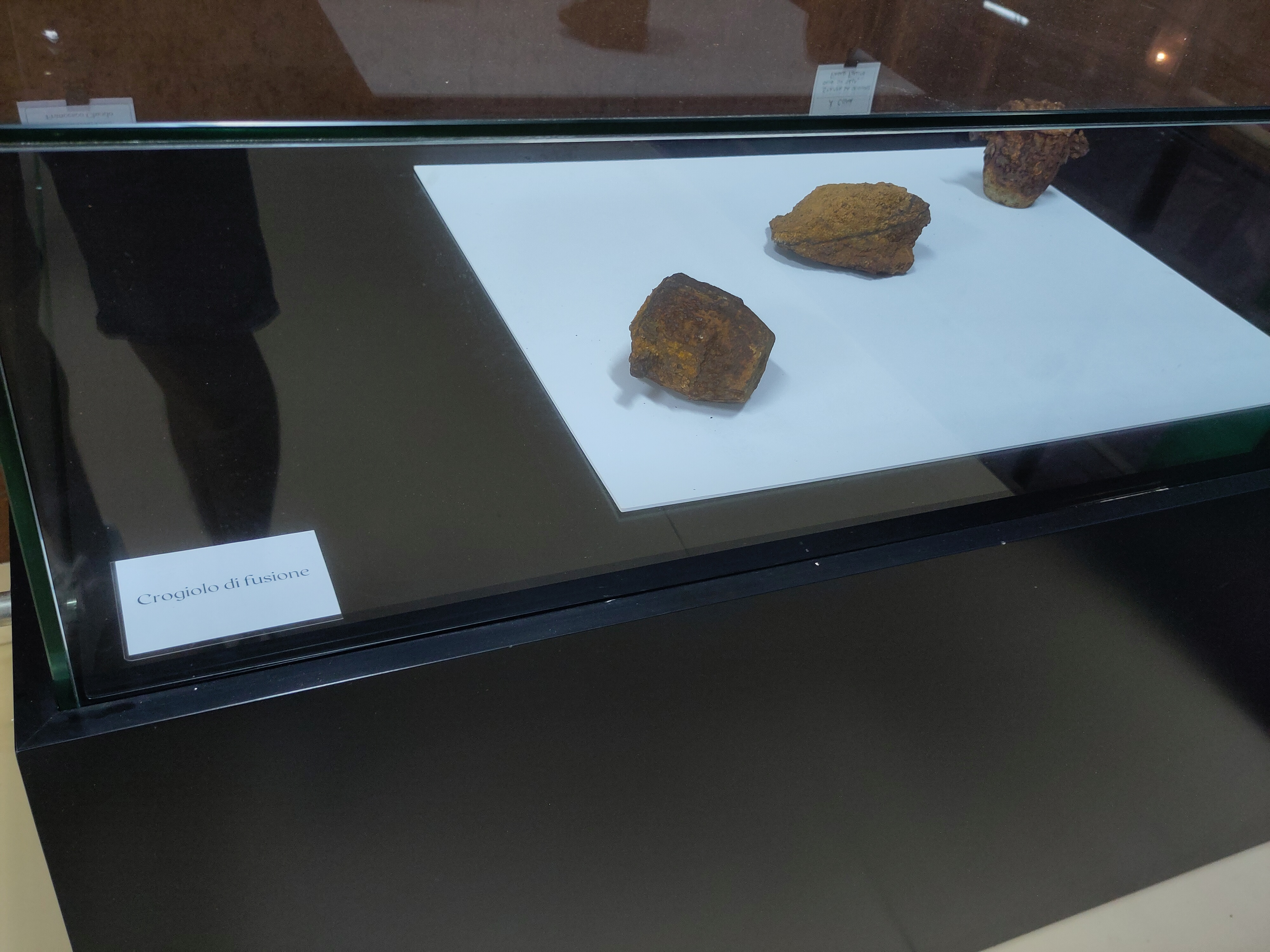
Crogiolo di fusione esposto nel museo della cultura mineraria di Pazzano

Nel 1724, sempre nella miniera Colla di Bando sul Monte Mammicomito si ravvisa la scarsità di minerale ferroso, di conseguenza vengono incaricati i capi-grottari di Pazzano Francesco Burnino, Antonio Franco e Nicola Pisano insieme ad altri 9 minatori del paese di aprire una nuova grotta nella stessa zona.
Nel 1727 vengono arrestati a Stilo alcuni capi-grottari, Nicolo Manna, luogotenente del governatore delle regie ferriere di Stilo Pompeo Galluppi ne chiese la scarcerazione. Nella vicenda erano coinvolti anche il sindaco dei nobili di Stilo Domenico Antonio Marzano ed il sindaco del casale di Pazzano, il magistro Nicola Tassone.
Quando nacque il complesso siderurgico dell'Assi e poi il polo siderurgico di Mongiana alla fine del Settecento si sfruttavano anche le miniere di Pazzano.
Del 1742 si ha notizia dell'esistenza a Pazzano anche della "regia fornace" e cioè di una fabbrica di cannoni.
Alla fine dell'Ottocento, dopo l'abbandono da parte di Achille Fazzari delle attività siderurgiche legate a Mongiana, anche le miniere di Pazzano perdono di importanza.

### Il Novecento

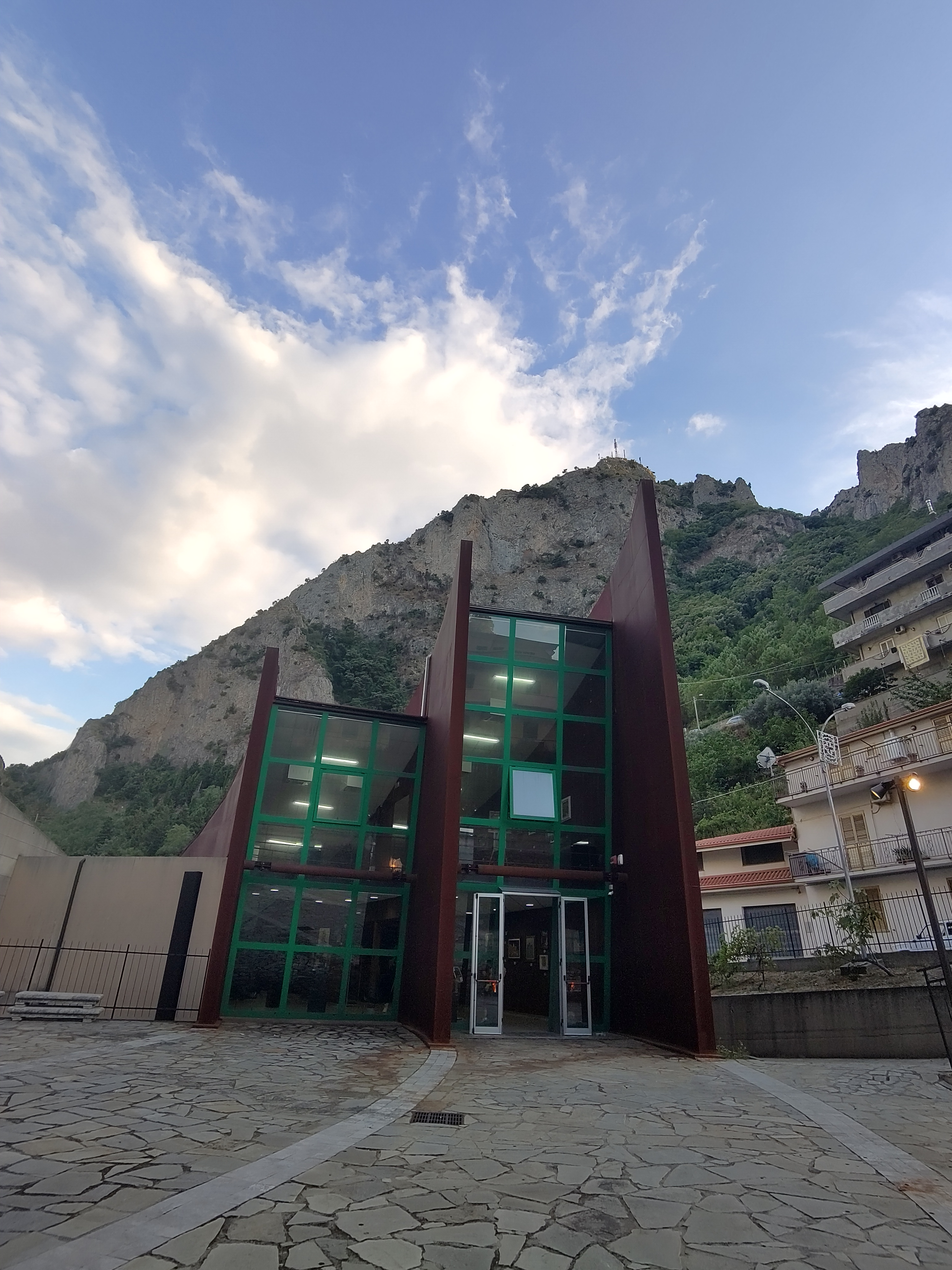
Museo della cultura mineraria inaugurato nel 2018 ancora in attesa di un allestimento

Dopo il periodo di abbandono di attività di estrazione mineraria e siderurgica, nel 1916 la società Ilva riprende i lavori nel comune di Pazzano per due gallerie, con i permessi di scavo ottenuti dagli eredi di Fazzari. Questi lavori vengono tuttavia interrotti dal tribunale di Gerace Marina, che attribuiva al demanio del comune di Pazzano i diritti di estrazione mineraria, in quanto scadute le concessioni di Fazzari. Di conseguenza, la società ricerca e apre nuove miniere nei comuni di Stilo e Placanica. Nel frattempo il comune di Pazzano concede a un certo Alessandro Casini il diritto di estrazione mineraria su tutto il territorio di Pazzano con una delibera comunale dell'8 marzo 1917. Successivamente il diritto gli fu esteso a 30 anni.
Il 5 luglio 1920 nasce a Genova la Società Anonima Miniere di Pazzano con a.d. Adolfo Senigallia e Giulio Fiorello e vennero riaperte a Pazzano numerose miniere per l'estrazione di pirite e argento e sul monte Campanaro di galena: la galleria Italia e la Piave (ex Umbertello) su Monte Stella, la miniera Regina, Noceto e Scolo sul monte Consolino, la miniera Trieste, sul monte Mammicomito in località Campanaro nella frazione di Pietra la miniera Colle di Banno.
Nel 1921 la società abbandona però i lavori e li cede in subappalto alla Montecatini, ma il comune di Pazzano non accetta. Nel frattempo già dal 1920 il segretario comunale Salvatore Zannino aveva costituito il Sindacato miniere di Pazzano, che riprende le attività nel 1921, ma mancando finanziatori i lavori cessano nel 1923.
L'estrazione di pirite riprende l'anno successivo nuovamente con la Montecatini, la quale invia il materiale per la lavoraziona a Crotone, in Sicilia e in Puglia. Nel 1929 conclude però tutte le attività.

## XXI secolo

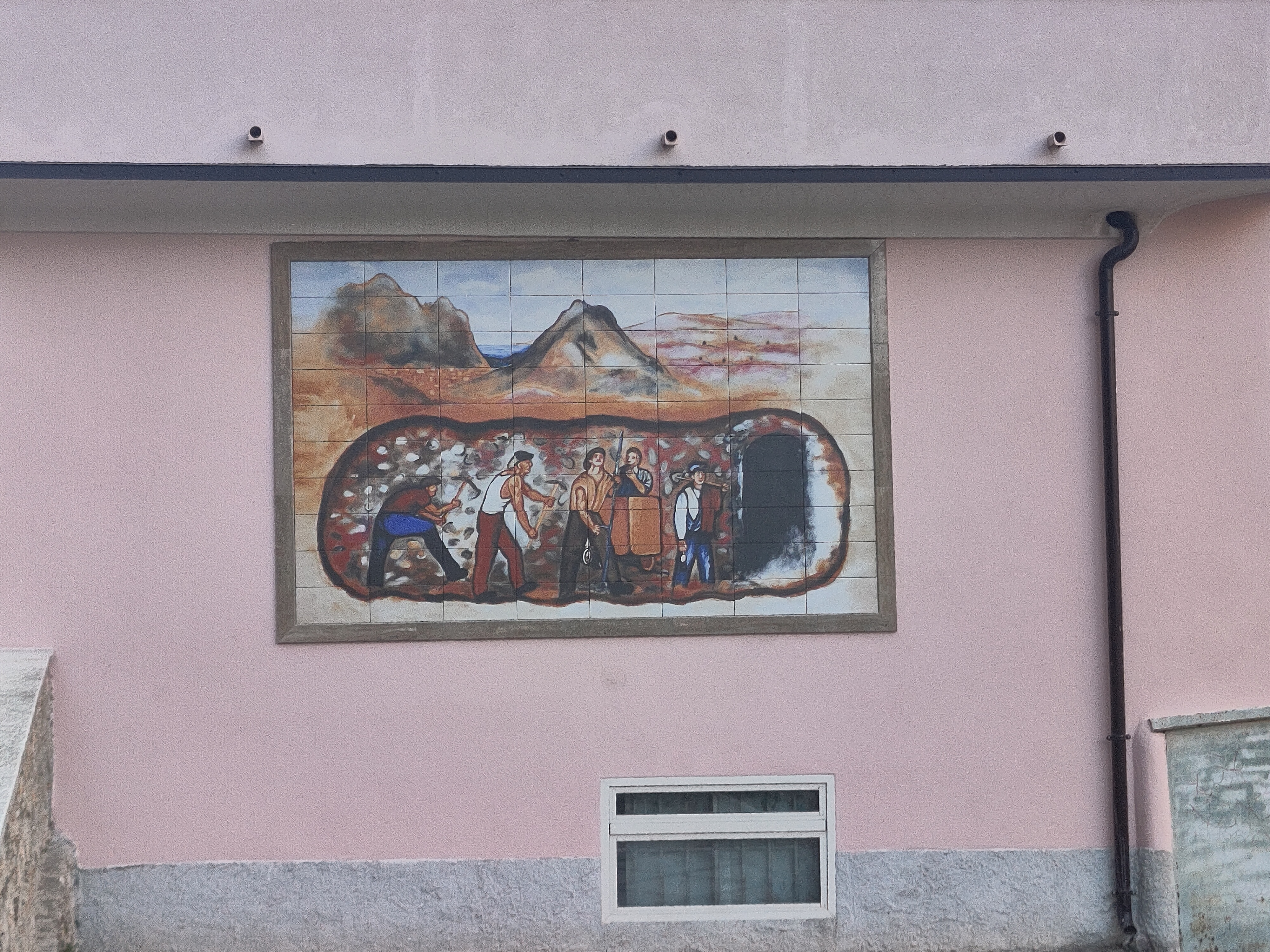
Murales Opera 7 Lavoro in miniera della La via del ferro - Itinerario di archeologia industriale

Nel 2003 è stata restaurata una bocca di miniera.
Nel 2008  è stato presentato un progetto dal comune di Pazzano per il recupero e la valorizzazione delle miniere.
Si ha intenzione di sistemare per visita turistica, con anche la creazione di percorsi e sentieri, le miniere Regina, Regina ribasso,  Italia, Piave, Umberto I, miniera Melichicchi con la casa dei minatori e la cappella dei minatori.
Questo lavoro si inserisce nel progetto del Parco geo-archeologico minerario di Pazzano.
Nel 2024 l'opera è rimasta ancora in fase progettuale.
Nel 2018 viene inaugurato il Museo della cultura mineraria di Pazzano, voluto dall'amministrazione Fiorenza.
Da progetto è stato rivestito con un materiale color ruggine a ricordare il passato delle miniere di ferro del paese. Ancora oggi praticamente privo di manufatti minerari. Temporaneamente son state allestite 3 mostre artistiche nel 2021, 2023 e 2024.

## Miniere di Pazzano
Questa lista è suscettibile di variazioni e potrebbe essere incompleta o non aggiornata.

- Principe Ereditario ('700)[10].
- Carolina ('700)[10]
- S. Ferdinando ('700)[10]
- Regina
- Noceto
- Scolo
- Galleria Italia[11] (Monte Stella a 370 m. d'altezza[12])
- Galleria Piave a 430 m. d'altezza[12]
- Galleria Acqua Calda
- Contrì
- San Giuseppe
- R. Principe
- Colle di Banno[5] (Monte Mammicomito '600)
- Lucarello
- S. Maria
- Perrone
- Gotto
- perronello
- Clementina
- Clementina II
- San Carlo
- San Nicola
- Campoli
- Garibaldi
- San Luigi
- Grotta Nuova
- Provvisoria
- Regina ribasso
- Melichicchi
- Umberto I